# Fuldmagt
 Denne artikel bør gennemlæses af en person med fagkendskab for at sikre den faglige korrekthed.

 Der er for få eller ingen kildehenvisninger i denne artikel, hvilket er et problem. Du kan hjælpe ved at angive troværdige kilder til de påstande, som fremføres i artiklen.

Fuldmagt er en tilladelse fra en person (fuldmagtsgiveren) om at lade en anden (fuldmægtigen) handle på sine vegne overfor andre (tredjepart). De danske regler for anvendelse af fuldmagt findes i aftalelovens kapitel II, der omfatter §§ 10 - 27.
Former for fuldmagter
1. Stillingsfuldmagt § 10,2 i Aftaleloven.[2] Eksempelvis læger, kassedamer og salgsassistenter.[3]
2. Forevisningsfuldmagt § 16,1 i Aftaleloven fx et stykke papir der giver lov til at købe/sælge i fuldmagtsgivers navn.
3. Specialfuldmagt § 13 Aftaleloven, når 3.mand kender FM´s (Fuldmagtsgiveren) omfang. Fx må lærere indkøbe bøger el. salgsassistent bestiller varer
4. Offentlig bekendtgjort FM (Fuldmagtsgiveren) § 14,1 Aftaleloven Fx hvis der afholdes reception

Opsigelse af fuldmagt kan ske ved følgende:
1. Fuldmagten opsiges/fratræde
2. Rent fysisk tages tilbage
3. tilbagekalde for 3. mand
4. tilbagetrækkes som den blev bekendt gjort.

## Udstedelse
Fuldmagter opdeles i juridiske sammenhænge i to typer
- "Med særlig tilværelse"
- "Uden særlig tilværelse" (også kaldet en §18-fuldmagt)

Forskellen mellem de to typer er, om tredjeparten får en særlig besked fra fuldmagtsgiveren, som fortæller helt eller delvist om fuldmægtigens bemyndigelse. Hvis man f.eks. sender en anden person i banken for at gøre forretninger på sine vegne, kan man sende en skriftlig fuldmagt med som banken kan få at se. Det kaldes en fuldmagt "med særlig tilværelse". Prokura er et andet eksempel på denne fuldmagtstype.
Hvis ikke tredjepart kan få sådan en fuldmagtserklæring at se er den en fuldmagt "uden særlig tilværelse". Tredjeparten må så vurdere om der faktisk er udstedt en fuldmagt og om det er forsvarligt at handle med den person som hævder at være fuldmægtig.
Hvis en fuldmagt skal tilbagekaldes skal det ske på samme måde som da den blev udstedt.

## Retsvirkningerne
Når en fuldmægtig indgår en lovlig handel/aftale med en tredjepart virker det ganske som hvis fuldmagtsgiveren og tredjeparten havde indgået aftalen direkte med hinanden; fuldmægtigen har på den måde ingen anden rolle end at formidle aftalen.
Fuldmagtsgiveren vil normalt give den fuldmægtige nogle rammer for hvor langt fuldmagten rækker; dette kaldes bemyndigelsen (eller beføjelsen). Fuldmagtsgiveren kan også fortælle tredjeparten noget om hvor langt fuldmagten rækker og det kaldes legitimationen.
Bemyndigelsen og legitimationen er ikke altid den samme: Hvis man f.eks. giver fuldmagt til en person om at købe en bil så kunne man skrive en skriftlig fuldmagt, som kan vises sælgeren, hvor der står noget i retning af at "N.N. har fuldmagt til at købe en bil på mine vegne". Da denne besked bliver vist til tredjeparten er det altså en del af legitimationen. Men den besked man gav fuldmægtigen kan godt være mere specifik f.eks. ved at man har sagt: "Du har fuldmagt til at købe en bil på mine vegne og du må give op til 100.000 kr". Det bliver så en del af bemyndigelsen og eksemplet viser hvorfor det kan være smart ikke at vise hele bemyndigelsen til tredjeparten.
Hvis den fuldmægtige overtræder sine beføjelser er hovedprincippet, at hvis der er handlet uden for legitimationen er fuldmagtsgiveren ikke bundet af handlen overfor tredjeparten; men er der er handlet uden for bemyndigelsen men inden for legimitationen er fuldmagtsgiveren bundet af aftalen, såfremt tredjeparten er i god tro om fuldmægtigens bemyndigelse.
En forlængelse af eksemplet ovenfor kunne være: Hvis fuldmægtigen køber en motorcykel i stedet for en bil, ligger aftalen uden for legitimationen og aftalen er ikke bindende for hverken fuldmagtsgiver eller fuldmægtig; sælgeren vidste, at fuldmægtigen kun havde lov til at købe en bil og kan derfor ikke kræve at få aftalen opfyldt. Hvis fuldmægtigen derimod køber en bil til 120.000 kr, ligger det uden for bemyndigelsen men inden for legitimationen, og sælgeren kan kræve at få aftalen opfyldt.